# Universidad de Musashino
La Universidad de Musashino  (武蔵野大学 'Musashino Daigaku'?) es una institución de educación universitaria en Ariake, Kōtō, Tokio, con un campus suburbano en Nishitōkyō. La Universidad de Musashino está únicamente centrada en los ideales asociados con la Escuela Jōdo Shinshū de budismo.

## Historia
La Universidad femenina de Musashino fue fundada por el Dr. Junjiro Takakusu (1866-1945), un académico budista internacionalmente reconocido. La institución estaba basada en los principios de la "Educación humana basada en el budismo." Takakusu era un pensador progresista que potenció la educación y la implicación de las mujeres en sociedad. El gobierno japonés le confirió la Orden de Cultura en 1944.

## Facultades
La universidad ha expandido en tamaño desde su fundación en los primeros años del siglo XX.

### Grados
- Departamento de Cultura y Humanidades

Escuela de Lengua y Cultura
Escuela de Humanidades
Escuela de Sistemas Sociales
Escuela de Administración de Bienestar Social
- Facultad de Literatura

Departamento de Literatura y Lengua japonesas
Departamento de Literatura y Lengua inglesas
- Facultad de Sociedad Contemporánea

Departamento de Estudios de Sociedad Contemporánea
Departamento de Bienestar Social
- Facultad de Estudios Humanos

Departamento de Estudios Humanos
Departamento de Ciencia Medioambiental
Especialización en Diseño para Entorno Arquitectónico

Departamento de Cuidado de Infancia y Educación
- Facultad de Farmacia

Departamento de Ciencias Farmacéuticas
- Facultad de Enfermería

Departamento de Enfermería
- Facultad de Estudios Globales

Departamento de Negocio Global
Departamento de Comunicación Global
Departamento de Comunicación japonesa